# Художественный музей на море

Художественный музей на море (нидерл. Kunstmuseum aan Zee), также известный по сокращённым названием Mu.ZEE — художественный музей в Остенде, Бельгия. Музей специализируется на бельгийском искусстве после 1830. У музея имеется два филиала, дом Джеймса Энсора в Остенде (по состоянию на 2019 год закрыт на реконструкцию) и музей Пермеке в Яббеке.

## История
Музей был образован в 2008 году путём слияния двух художественных музеев, Городского музея изящных искусств (нидерл. Museum voor Schone Kunsten) и Провинциального музея современного искусства (нидерл. Provinciaal Museum voor Moderne Kunst).

## Коллекция
Охват коллекции музея — бельгийское искусства с 1830 года (независимость Бельгии) и до наших дней. Коллекция музея включает работы Джеймса Энсора и других членов Общества XX, Константа Пермеке, Фрица ван ден Берге и других фламандских экспрессионистов, Леона Спиллиарта, Поля Дельво, Роже Равеля, Яна Фабра, Люка Тёйманса. Также есть отдел, посвящённый художнику-аниматору Раулю Серве.

## Здание
Главное здание музея — бывший социалистический кооперативный универмаг SEO, построенный по проекту бельгийского архитектора Гастона Эйсселинка в 1949—1955 году. После банкротства универмага в 1981 году здесь размещался Провинциальный музей современного искусства.